# Imipenem/cilastatina
Imipenem/cilastatina (nomes comerciais: Tienam, entre outros) é uma associação medicamentosa utilizada pela medicina como antibiótico.

## Propriedades
O imipenem é um antibiótico pertencente à classe das carbapenemas. A cilastatina bloqueia a enzima antagonista do efeito do imipenem a nível renal. Basicamente o mecanismo de ação é a inibição da síntese da parede celular bacteriana.